# 16-й танковий корпус (СРСР)
16-й та́нковий У́манський Червонопра́порний о́рдена Суво́рова 2-го сту́пеня ко́рпус — оперативно-тактичне військове об'єднання в складі ЗС СРСР періоду Другої Світової війни.

## Історія існування
Формування корпусу розпочалось у травні 1942 року з терміном готовності до 5 червня 1942 року. У червні того ж року корпус дислокувався у Воронежі.
15 червня 1942 року директивою Ставки ВГК № 170451 від 15.06.1942 корпус включений до складу військ Брянського фронту.
29 червня, у ході проведення Воронезько-Ворошиловградської стратегічної оборонної операції, корпус був введений у бій в смузі оборони 15-ї мотострілецької бригади з метою недопущення форсування німцями річки Кшень. До кінця першого ж дня корпус втратив близько 15 % танків, знищивши при цьому 18 бойових машин супротивника. Протягом наступних днів бригади корпусу вели зустрічні бої з основними частинами 11-ї німецької танкової дивізії 4-ї танкової армії, несучі значні обопільні втрати. 5 липня під тиском переважаючих сил ворога частини корпусу відійшли на східний берег річки Олим. Неодноразові намагання відновити стан успіхів не мали.
Директивою Ставки ВГК № 994163 від 14.08.1942 року 16-й танковий корпус виведений у резерв Ставки ВГК в район Єльця.
З 25 серпня по 25 грудня 1942 року брав участь у Сталінградській битві.
Директивою Ставки ВГК № 46002 від 10.01.1943 року включений до складу новоствореної 2-ї танкової армії. Протягом 1943 року частини корпусу брали участь у Севській, Курській, Орловській і Чернігівсько-Полтавській операціях.
Навесні 1944 року корпус брав участь у визволенні Правобережної України, зокрема, у Корсунь-Шеченківській і Умансько-Ботошанській наступальних операціях 2-го Українського фронту.
Влітку 1944 року у складі військ 1-го Білоруського фронту корпус брав участь у визволенні Білорусі.
Наказом НКО СРСР № 0376с від 20 листопада 1944 року 16-й танковий корпус був перетворений на 12-й гвардійський танковий корпус.

## Бойовий склад
- Управління корпусу
- 107-ма танкова бригада
- 109-та танкова бригада
- 164-та танкова бригада
- 15-та мотострілецька бригада
- Корпусні частини:
  - 689-й окремий батальйон зв'язку (з 10.04.1943)
  - 205-й окремий саперний батальйон (з 04.06.1943)
  - 112-та окрема рота хімічного захисту (з 28.07.1943)
  - 16-та окрема автотранспортна рота підвозу ПММ (з 23.06.1943)
  - 168-ма рухома танкоремонтна база
  - 145-та рухома авторемонтна база
  - 7-ма авіаційна ланка зв'язку (з 14.05.1943)
  - 16-й польовий автохлібозавод (з 10.05.1943)
  - 2123-тя військово-польова станція (з 18.07.1942)

## Командування
- Командир корпусу:
  - Павєлкін Михайло Іванович, генерал-майор т/в (01.06.1942 — 14.09.1942)
  - Маслов Олексій Гаврилович, генерал-майор тех/в (15.09.1942 — 24.02.1943)
  - Григор'єв Василь Юхимович, полковник, з 07.06.1943 генерал-майор т/в (08.03.1943 — 18.10.1943)
  - Скорняков Костянтин Васильович, генерал-майор т/в (19.10.1943 — 03.12.1943)
  - Дубовий Іван Васильович, генерал-майор т/в (04.12.1943 — 10.08.1944)
  - Теляков Микола Матвійович, генерал-майор т/в (11.08.1944 — 20.11.1944)

- Начальник штабу корпусу:
  - Поблє Дмитро Йосипович, полковник (05.1942 — 09.08.1942)
  - Городецький Леонід Олексійович, підполковник (12.08.1942 — 20.09.1942)
  - Пупко Леонід Геннадійович, підполковник (20.09.1942 — 04.1943)
  - Кочерін Микола Олександрович, полковник (04.1943 — 05.1944)
  - Біберган Давид Абрамович, полковник (05.44 — 20.11.44)

## Нагороди і почесні найменування
- Уманський — Наказ ВГК СРСР від 19.03.1944
- — Указ Президії Верховної Ради СРСР від 09.08.1944
- — Указ Президії Верховної Ради СРСР від 19.03.1944